# Systole (mathématiques)

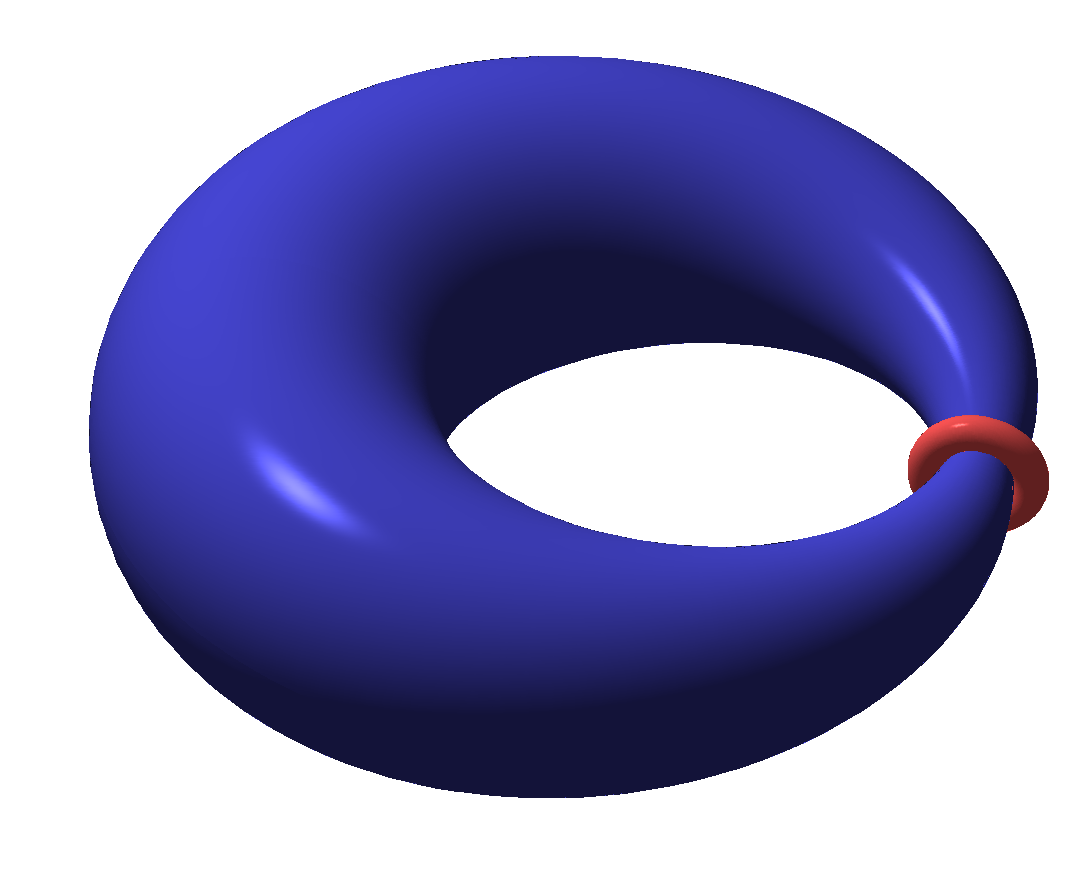
Systole sur un tore

Dans un espace métrique compact, la systole est la longueur minimale d'un lacet non contractile, c'est-à-dire d'une courbe fermée qu'on ne peut déformer continûment pour l'amener en un point.
En géométrie des nombres, la systole d'un réseau dans un espace euclidien désigne la norme du plus petit vecteur non nul de ce réseau. Cette notion intervient en particulier dans le théorème de compacité de Mahler (en), également connu sous le nom de « critère de Mahler ». 
La systole est donc la longueur minimum d'un lacet représentant une classe non nulle d'homologie première du tore quotient du réseau.
On définit plus généralement la k-systole en géométrie riemannienne comme plus petit volume d'un k-cycle de classe d'homologie non nulle. Il s'agit en effet de la systole, au sens précédent, du réseau constitué par les classes d'homologie entières de degré k dans l'espace d'homologie réelle de degré k, pour la structure euclidienne induite par la métrique riemannienne.
La systole homotopique d'un espace métrique M est la longueur minimum d'un lacet qui ne peut pas être contracté en un point dans M. Un résultat fondamental (en) de Mikhaïl Gromov affirme que la systole homotopique admet une majoration en termes du volume de M si M est une variété essentielle.